# Koulogo
Koulogo est une localité située dans le département de Kaya de la province du Sanmatenga dans la région Centre-Nord au Burkina Faso.

## Géographie
Koulogo est située à 6 km au sud-est du centre de Kaya, la principale ville de la région. Le village situé à équidistance (2,5 km) entre la route nationale 3 reliant à Kaya à Tougouri et la route nationale 15 reliant à Kaya à Boulsa.

## Économie
L'agro-pastoralisme est l'activité économique principale du village.

## Éducation et santé
Le centre de soins le plus proche de Koulogo est le centre hospitalier régional (CHR) de Kaya.
Koulogo possède une école primaire publique.